# 及位彎貝介
及位彎貝介（学名：Loxoconcha nozokiensis）为彎貝介科彎貝介屬下的一个种。